# Лич, Брайан
Бра́йан Джо́зеф Лич (англ. Brian Joseph Leetch; 3 марта 1968, Корпус-Кристи, Техас, США) — американский хоккеист, защитник, проведший в Национальной хоккейной лиге 18 сезонов в составе клубов «Нью-Йорк Рейнджерс», «Торонто Мейпл Лифс» и «Бостон Брюинз». Лич выделялся своим катанием, способностью хорошо вести атакующие действия и диспетчерскими функциями. С 2008 года — член Зала хоккейной славы США, с 2009 года — Зала хоккейной славы в Торонто.
За свою долгую карьеру Лич собрал большую коллекцию призов и наград. Он двукратный обладатель Норрис Трофи лучшему защитнику НХЛ — в 1992 и 1997 годах. Он является первым американским хоккеистом — обладателем Конн Смайт Трофи самому полезному игроку плей-офф, заработанного им за отличную игру
в плей-офф 1994 года, в котором «Рейнджерс» стали обладателями Кубка Стэнли (Лич являлся единственным игроком-американцем, удостоенным Конн Смайт Трофи, до 2011 года, когда его обладателем стал Тим Томас из «Бостон Брюинз»). Он является одним из шести защитников НХЛ, кому удалось набрать 100 очков в регулярном сезоне (102 очка в сезоне 1991-92). В 1989 году Лич получил Колдер Трофи лучшему новичку НХЛ, а его 23 гола в дебютном сезоне по-прежнему остаются рекордом НХЛ для защитников-новичков. 24 января 2008 года «Рейнджерс» официально вывели из обращения номер 2, под которым играл Лич. Во время церемонии бывший партнер Лича по «Рейнджерс» Марк Мессье назвал его «величайшим „Рейнджером“ всех времен».

## Биография

### Игровая карьера
Лич начинал постигать азы хоккея под руководством своего отца на местном катке в Чешире, Коннектикут, куда семья Личей переехала из Техаса через три месяца после рождения Брайана. В школе, кроме хоккея, он занимался ещё и бейсболом, в котором также подавал большие надежды. Однако, хоккей был тем видом спорта, в котором он выделялся. Играя за школьную команду Эйвона, Коннектикут, в течение двух лет он провёл 54 матча, в которых забросил 70 шайб и сделал 90 голевых передач, что было выдающимся результатом для защитника. Его заметили скауты НХЛ, и в итоге он был выбран «Нью-Йорк Рейнджерс» на драфте 1986 года под общим 9-м номером, став первым выбором драфта 1986 года из тех хоккеистов, кто до этого никогда не играл в профессиональный юношеский хоккей. Осенью 1986 года Лич поступил в Бостонский колледж, где провёл один сезон за хоккейную команду колледжа. После этого, в 1988 году, он в составе сборной США принял участие в Олимпиаде в Калгари.
Его дебют в НХЛ состоялся 29 февраля 1988 года в матче против «Сент-Луис Блюз». В том же матче ему удалось набрать своё первое очко за голевую передачу. В том сезоне в 17 играх он набрал 14 очков. В своём первом полном сезоне 1988/89 он набрал 71 очко, в том числе забросил рекордные для новичка-защитника 23 шайбы, что позволило ему завоевать Колдер Трофи и быть выбранным в символическую сборную новичков НХЛ по итогам сезона.
По мере того, как «Рейнджерс» потихоньку превращались в команду чемпионского калибра, росло уважение болельщиков к Личу за его скромность и интересную атакующую игру. В сезоне 1991/92 он стал пятым в истории и первым американским защитником, кому удалось набрать 100 очков в регулярном сезоне, что позволило ему стать обладателем Норрис Трофи. Лич более 30 лет оставался последним защитником в истории НХЛ, набравшим 100 очков за сезон (в сезоне 2022/23 101 очко набрал швед Эрик Карлссон). В сезоне 1993/94 он забросил 23 шайбы, что стало повторением его лучшего результата в карьере и помогло «Рейнджерс» выиграть Президентский Кубок. В том сезоне «Рейнджерс» после 54-летнего перерыва выиграли Кубок Стэнли, победив в финале «Ванкувер Кэнакс». Лич стал первым неканадцем, награждённым Конн Смайт Трофи, оставаясь единственным американцем, выигравшим этот трофей до тех пор, пока в 2011 году этот успех не повторил Тим Томас из «Бостон Брюинз». Он — второй игрок в истории НХЛ после Бобби Орра и первый и единственный неканадец, кому удалось завоевать за карьеру Колдер Трофи, Норрис Трофи и Конн Смайт Трофи.
Лич был капитаном сборной США на Кубке мира 1996 года.
После победы в Кубке Стэнли в 1994 году Лич оставался любимцем болельщиков и лидером команды, исполняя обязанности капитана «Рейнджерс» с 1997 по 2000 годы после перехода Марка Мессье в «Ванкувер Кэнакс» (Мессье снова стал капитаном после возвращения в «Рейнджерс» в 2000 году). В сезоне 1996/97 Лич снова завоевал Норрис Трофи, а «Рейнджерс» неожиданно дошли до финала конференции, где уступили «Филадельфия Флайерз». Однако, после этого сезона командные успехи сошли на нет — в следующий раз «Рейнджеры» попали в плей-офф только в 2006 году.
После особо неудачного сезона 2003-04 руководство «Рейнджерс» решило обменять большинство своих высокооплачиваемых ветеранов; Лич был обменян в «Торонто Мейпл Лифс» на многообещающих Максима Кондратьева и Яркко Иммонена, а также на выбор в первом раунде драфта 2004 года (которым стал Лаури Корпикоски) и выбор во втором раунде драфта 2005 года (Майк Сойер).
После локаута 2004/05 Лич подписал однолетний контракт с «Бостон Брюинз» на $4 млн. В том сезоне Лич набрал своё 1000-е в карьере очко.
В течение сезона 2006/07 Лич получил контрактные предложения от нескольких команд НХЛ, но так и не принял ни одно из них. 24 мая 2007 года Брайан Лич официально объявил о завершении карьеры.
18 сентября 2007 года Лич был назван одним из лауреатов Лестер Патрик Трофи 2007 года.
24 января 2008 года «Рейнджерс» официально вывели из обращения номер 2, под которым играл Лич. Баннер с его именем занял место под потолком Мэдисон Сквер Гардена рядом с партнерами по команде, выигравшей Кубок Стэнли в 1994 году, Марком Мессье и Майком Рихтером, а также легендами «Рейнджерс» Родом Жильбером и Эдди Джакомином. На церемонии Лич также объявил, что в сезоне 2008/09 «Рейнджерс» официально выведут из обращения номер 9, принадлежавший его другу и бывшему партнеру по команде Адаму Грейвзу.
10 октября 2008 года Лич и Рихтер были приняты в Зал хоккейной славы США.
23 июня 2009 года было объявлено, что на торжественном уикенде с 6 по 9 ноября Лич, а также Стив Айзерман, Бретт Халл и Люк Робитайл, будут приняты в Зал хоккейной славы в Торонто. Третий год подряд в Зал хоккейной славы был включен игрок победного состава «Рейнджерс», выигравшего Кубок Стэнли в 1994 году, после Марка Мессье в 2007 году и Гленна Андерсона в 2008.

## Статистика
| 1986-87     | Бостонский колледж | HE          | 37   | 9   | 38  | 47   | 10  | —  | —  | —  | —  | —  |
| 1987-88     | Нью-Йорк Рейнджерс | НХЛ         | 17   | 2   | 12  | 14   | 0   | —  | —  | —  | —  | —  |
| 1988-89     | Нью-Йорк Рейнджерс | НХЛ         | 68   | 23  | 48  | 71   | 50  | 4  | 3  | 2  | 5  | 2  |
| 1989-90     | Нью-Йорк Рейнджерс | НХЛ         | 72   | 11  | 45  | 56   | 26  | —  | —  | —  | —  | —  |
| 1990-91     | Нью-Йорк Рейнджерс | НХЛ         | 80   | 16  | 72  | 88   | 42  | 6  | 1  | 3  | 4  | 0  |
| 1991-92     | Нью-Йорк Рейнджерс | НХЛ         | 80   | 22  | 80  | 102  | 26  | 13 | 4  | 11 | 15 | 4  |
| 1992-93     | Нью-Йорк Рейнджерс | НХЛ         | 36   | 6   | 30  | 36   | 26  | —  | —  | —  | —  | —  |
| 1993-94     | Нью-Йорк Рейнджерс | НХЛ         | 84   | 23  | 56  | 79   | 27  | 23 | 11 | 23 | 34 | 6  |
| 1994-95     | Нью-Йорк Рейнджерс | НХЛ         | 48   | 9   | 32  | 41   | 18  | 10 | 6  | 8  | 14 | 8  |
| 1995-96     | Нью-Йорк Рейнджерс | НХЛ         | 82   | 15  | 70  | 85   | 30  | 11 | 1  | 6  | 7  | 4  |
| 1996-97     | Нью-Йорк Рейнджерс | НХЛ         | 82   | 20  | 58  | 78   | 40  | 15 | 2  | 8  | 10 | 6  |
| 1997-98     | Нью-Йорк Рейнджерс | НХЛ         | 76   | 17  | 33  | 50   | 32  | —  | —  | —  | —  | —  |
| 1998-99     | Нью-Йорк Рейнджерс | НХЛ         | 82   | 13  | 42  | 55   | 42  | —  | —  | —  | —  | —  |
| 1999-00     | Нью-Йорк Рейнджерс | НХЛ         | 50   | 7   | 19  | 26   | 20  | —  | —  | —  | —  | —  |
| 2000-01     | Нью-Йорк Рейнджерс | НХЛ         | 82   | 21  | 58  | 79   | 34  | —  | —  | —  | —  | —  |
| 2001-02     | Нью-Йорк Рейнджерс | НХЛ         | 82   | 10  | 45  | 55   | 28  | —  | —  | —  | —  | —  |
| 2002-03     | Нью-Йорк Рейнджерс | НХЛ         | 51   | 12  | 18  | 30   | 20  | —  | —  | —  | —  | —  |
| 2003-04     | Нью-Йорк Рейнджерс | НХЛ         | 57   | 13  | 23  | 36   | 24  | —  | —  | —  | —  | —  |
| 2003-04     | Торонто Мейпл Лифс | НХЛ         | 15   | 2   | 13  | 15   | 10  | 13 | 0  | 8  | 8  | 6  |
| 2005-06     | Бостон Брюинз      | НХЛ         | 61   | 5   | 27  | 32   | 36  | —  | —  | —  | —  | —  |
| Всего в НХЛ | Всего в НХЛ        | Всего в НХЛ | 1205 | 247 | 781 | 1028 | 571 | 95 | 28 | 69 | 97 | 36 |

| Год   | Команда | Турнир | Игры | Г | П  | Очки | Штраф |
| ----- | ------- | ------ | ---- | - | -- | ---- | ----- |
| 1988  | США     | ОИ     | 6    | 1 | 5  | 6    | 4     |
| 1989  | США     | ЧМ     | 10   | 3 | 4  | 7    | 4     |
| 1991  | США     | КК     | 7    | 1 | 3  | 4    | 2     |
| 1996  | США     | КМ     | 7    | 0 | 7  | 7    | 4     |
| 1998  | США     | ОИ     | 4    | 1 | 1  | 2    | 0     |
| 2002  | США     | ОИ     | 6    | 0 | 5  | 5    | 0     |
| 2004  | США     | КМ     | 5    | 0 | 1  | 1    | 6     |
| Всего | Всего   | Всего  | 45   | 6 | 26 | 32   | 20    |

## Награды и достижения
- Серебряный медалист Олимпийских игр 2002 года в Солт-Лейк-Сити
- Член символической сборной Олимпийского хоккейного турнира 2002 года
- Двукратный обладатель Норрис Трофи (лучшему защитнику НХЛ) в 1992 и 1997 годах
- Обладатель Кубка Стэнли 1994 года
- Обладатель Конн Смайт Трофи (самому полезному игроку плей-офф НХЛ) в 1994 году
- Обладатель Колдер Трофи (лучшему новичку НХЛ) в 1989 году
- Член символической сборной новичков НХЛ в 1989 году
- Девятикратный участник Матча всех звёзд НХЛ (1990—1992, 1994, 1996—1998, 2001, 2002)
- Победитель Кубка мира 1996 года
- Член Зала хоккейной славы с 2009 года[9]

## Рекорды

### Рекорды НХЛ
Брайан Лич является рекордсменом НХЛ в следующих номинациях:
- По количеству шайб, заброшенных защитником-новичком (23, сезон 1988-89)
- Первый американский хоккеист — обладатель Конн Смайт Трофи (1994)

### Рекорды «Нью-Йорк Рейнджерс» в регулярных сезонах
Брайан Лич является рекордсменом «Нью-Йорк Рейнджерс» в следующих номинациях:
- По количеству голевых передач за карьеру (741)
- По количеству голов для защитников за карьеру (240)
- По количеству очков для защитников за карьеру (981)
- По количеству голевых передач за сезон (80, 1991-92)
- По количеству очков для защитников за сезон (102, 1991-92)
- По количеству голов в большинстве для защитников за сезон (17, 1993-94)

### Рекорды «Нью-Йорк Рейнджерс» в плей-офф
Брайан Лич является рекордсменом «Нью-Йорк Рейнджерс» в следующих номинациях:
- По количеству голевых передач за карьеру (61)
- По количеству очков за карьеру (89)
- По количеству голевых передач за сезон (23, 1993-94)
- По количеству очков за сезон (34, 1993-94)
- По количеству голов для защитников за карьеру (28)
- По количеству голов для защитников за сезон (11, 1993-94)[9]

## Личная жизнь
Женат на Мэри Бэт Лич. У пары трое детей: два сына — Джек (2000) и Шон (2005); и дочь Райли Энн (2003).